# Hagastaden (metrostation)
Hagastaden is een metrostation in aanbouw van de metro van Stockholm. Het station is het zuidelijkste van het initiële deel van de gele route. De zuidelijke ingang komt in Stockholm ten zuiden van de Norra Länken op het terrein waar vroeger station Stockholms Norra lag, de noordelijke komt in Solna bij het Karolinska sjukhuset aan de noordkant van de Norra Länken. De bouw is begonnen in 2020, de oplevering staat gepland voor 2028.

(Alvsjö)·
(Östberga Årstafältet) ·
(Årstaberg) ·
(Liljeholmen) ·
(Hornstull) ·
(Fridhemsplan) ·
Odenplan ·
Hagastaden ·
Södra Hagalund ·
Arenastaden ·
(Järva krog) ·
(Bergshamra) ·
(Danderyds sjukhus) ·